# 滋賀県道535号泉水口線
滋賀県道535号泉水口線（しがけんどう535ごう いずみみなくちせん）は、滋賀県甲賀市を通る一般県道である。

## 概要
甲賀市水口町泉から甲賀市水口町水口に至る。
湖南市境付近から甲賀市中心部を通過する。

### 路線データ
- 起点：甲賀市水口町泉（泉西交差点、国道1号交点）
- 終点：甲賀市水口町水口（水口大橋北詰交差点、国道307号交点）
- 総延長：4.4 km

## 路線状況

### バイパス
- 甲賀市水口町水口 - 甲賀市水口町水口・水口大橋北詰交差点

### 重複区間
- 滋賀県道121号貴生川北脇線（甲賀市水口町宇田）

## 地理

### 通過する自治体
- 甲賀市

### 交差する道路
| 交差する道路                           | 交差する場所 | 交差する場所              |
| -------------------------------------- | ------------ | ------------------------- |
| 国道1号                                | 水口町泉     | 泉西交差点 / 起点         |
| 滋賀県道121号貴生川北脇線 重複区間起点 | 水口町宇田   |                           |
| 滋賀県道121号貴生川北脇線 重複区間終点 | 水口町宇田   |                           |
| 国道307号                              | 水口町水口   | 水口大橋北詰交差点 / 終点 |

### 交差する鉄道
- 近江鉄道本線

### 沿線
- 甲賀市立水口中学校
- 水口簡易裁判所
- 近江鉄道本線 水口城南駅
- 水口郵便局
- 水口文化芸術会館
- 甲賀市立図書館
- 甲賀市役所
- 水口神社
- 西友水口店